# Ongokea gore
Ongokea gore  es la única especie del género monotípico Ongokea perteneciente a la familia de las olacáceas.  Es originaria de  África.

## Descripción
Es un árbol que alcanza un tamaño de 40 m de altura, tronco recto, cilíndrico, de 1 ¼ m de diámetro, no reforzado, pero a veces hinchado en la base; se encuentra en el alto bosque primario, donde es común, desde Sierra Leona hasta S Nigeria, y además en la cuenca del Congo a Zaire y Angola.

## Usos
Tiene múltiples usos en su lugar de origen como:
Medicamentos
Usado como abortivo, artritis, reumatismo, etc; tratamientos de oído; generalmente curativas; estimulantes de la lactancia (incl. veterinario); laxante, etc; analgésico
Principios activos
Contiene taninos, que son astringentes. La corteza y hojas: glucósidos, saponinas, esteroides. También ácidos grasos, etc Kernel-oil, jabón y sucedáneos
Agri-horticultura
Usado como forraje para el ganado.
Maderas
Se hacen productos de talla para  pasatiempos, instrumentos musicales, juegos, juguetes, etc. Los productos de materiales de construcción; carpintería y aplicaciones relacionadas
Bebidas
Se hacen bebidas alcohólicas, estimulantes
Semilla
Se usa socialmente en la religión, la superstición, la magia.

## Taxonomía
Ongokea gore fue descrita por Jean Baptiste Louis Pierre y publicado en Bulletin Mensuel de la Société Linnéenne de Paris 2: 1313. 1897.
Sinonimia
- Aptandra gora Hua
- Aptandra gore Hua	[3]